# Verfassung Perus
Die heutige Verfassung der Republik Peru stammt aus dem Jahr 1993. Sie wurde nach dem „Selbstputsch“ durch Präsident Alberto Fujimori von dem sogenannten „demokratischen verfassungsgebenden Kongress“ ausgearbeitet, im Rahmen einer Volksabstimmung ratifiziert und zum 1. Januar 1994 in Kraft gesetzt. Sie ist die 11. peruanische Verfassung und sieht für Peru ein präsidentielles Regierungssystem mit einer Parlamentskammer vor. Die vorangehende peruanische Verfassung stammte aus dem Jahr 1979. Im Jahr 2001 verkündete Präsident Alejandro Toledo ein Gesetz, mit dem die Unterschrift von Alberto Fujimori offiziell aus der Verfassung getilgt wurde. Obwohl Fujimori und seine Anhänger federführend an der Ausarbeitung mitgearbeitet hatten, verstieß das Fujimori-Regime regelmäßig gegen die eigene Verfassung. 